# Uluguroscia vandammei
Uluguroscia vandammei is een pissebed uit de familie Philosciidae. De wetenschappelijke naam van de soort is voor het eerst geldig gepubliceerd in 2004 door Stefano Taiti & Franco Ferrara.